# Deutsche Tribüne

Einband der gesammelten Deutschen Tribüne für das Jahr 1832, Original im Stadtarchiv Homburg

Die Deutsche Tribüne war eine vom 1. Juli 1831 bis zum 21. März 1832 herausgegebene und an allen Wochentagen angedachte Tageszeitung. Sie wird zu den bedeutendsten freiheitlichen Oppositionszeitungen gezählt, die während der Restaurationszeit sowie zu Beginn des Vormärz erschienen. Zuerst war das Blatt in München ansässig. Mit Umzug der Redaktion verlagerte sich der Standort zum Jahreswechsel 1831/32 nach Homburg.
Johann Georg August Wirth war der Herausgeber und Hauptredakteur der Deutschen Tribüne. Der Kaufmann Friedrich Sonntag (1790–1870) finanzierte die Gründung. Friedrich Ludwig Lindner arbeitete in der Redaktion zu Anfang mit; seine Stelle füllte Georg Fein nach Abgang aus. Der Redaktion gehörte Christian Scharpff zu Ende an. Neben den redaktionellen Autoren sowie Schriftstellern bot die Zeitung auch Lesern die Möglichkeit ihre Meinung in Artikeln zu äußern. Die Zeitung berichtete über Ereignisse im europäischen Ausland, den Deutschen Bund und einzelne deutsche Staaten. Das Blatt thematisierte besonders Vorgänge im Königreich Bayern.
Die Deutsche Tribüne schmähte in streitbarem Tonfall regierungsnahe Zeitschriften; Kritik bekam die Zeitung als Antwort in gleicher Weise zurück. Einleitende Artikel »räsonierten« über Maßnahmen der Obrigkeit. Vorgehen gegen Vertrieb, Herstellung und Mitarbeiter durch das Königreich Bayern, wie des Deutschen Bundes auf verlangen von Mitgliedsstaaten behinderten die Deutschen Tribüne. Aufgrund der verletzten „Würde des Bundes“ und weiterer Vorwürfe sowie der in Bayern übergangenen Vorzensur kam es Anfang März 1832 zum Verbot.
Wirth war Mitbegründer des Deutschen Vaterlandsverein zur Unterstützung der freien Presse (Deutscher Preß- und Vaterlandsverein). Am 3. Februar 1832 erschien in der Deutschen Tribüne der Artikel „Deutschlands Pflichten“, worin Wirth zum ideellen als auch materiellen Beitrag am Verein aufrief. Da die Zeitung den Werdegang des Vereins begleitete, wird sie als Vereins- und im weiteren Sinne als Parteizeitung betrachtet. Das zeitgleiche Verbot des Blatts sowie Vereins im Zuge eines allgemeinen Vereinsverbots führten im Volk zu Anteilnahme. Der Freispruch Wirths und die daraus sich andeutende Ungerechtigkeit des Vereinsverbots begünstigten das Hambacher Fest.
Wirth plante zeit seines Lebens, zuletzt 1848, die Deutsche Tribüne erneut herauszugeben, ohne dass er dieses Vorhaben je umsetzte.

## Einfluss der Restauration auf die Presse

Karte Europas nach dem Wiener Kongress:
Russland
Frankreich
Vereinigtes Königreich
Preußen
Österreich und habsburgischer Besitz

Napoleon Bonapartes Ära ging mit der Niederlage in den Befreiungskriegen zu Ende. Die Sieger teilten auf dem Wiener Kongress 1814 bis 1815 Mitteleuropa auf und zogen neue Grenzen. Der Deutsche Bund, als zusammengesetzter Staat, trat in die Nachfolge des Heiligen Römischen Reichs ein. Die europäischen Monarchen strebten eine absolutistische Regierungsform an; sie wollten souverän gegenüber Ihresgleichen sein und möglichst unumschränkt, soweit es ihnen die jeweilige Verfassung erlaubte, über die breiten Volksschichten der Ständegesellschaft herrschen. Die Restauration bedeutete nicht ein Wiederherstellen der kleinen Territorien. Dennoch sicherten staatliche Hegemonialinteressen den Erhalt von Kleinstaaten im deutschen Sprachraum. Nach Ansicht von Wolfgang Hardtwig waren die Modernisierungsprozesse des Staatswesens hin zur Nations- und Nationalstaatsbildung in Deutschland im Vergleich zu Frankreich, England oder Spanien auseinanderklaffend. Konkrete Vorstellungen einer nationalstaatlichen Einigung vermehrten sich in Deutschland ab 1815. Sowohl diejenigen, die Volkssouveränität forderten, als auch ihre Gegner auf der Seite der Fürsten strebten in Deutschland den Einheitsstaat an. Die Monarchen beabsichtigten mit der Deutschen Bundesakte die Vereinheitlichung von Gesetzen im Jahr 1815. Die Oberhäupter kamen jedoch nur in Einzelmaßnahmen zu einer Einigung, weil Interessengegensätze bundeseinheitliche Regelungen verhinderten. Das Harmonisieren der Pressegesetze war davon ebenso betroffen. Den Rahmen für die Presse regelte die Bundesakte unter Artikel 18 d.
Die restaurativen Verhältnisse der mitunter als Ära oder System Metternich bezeichneten Zeit, ab 1815 bedingten einen Rückzug des Volkes durch politisch motivierte Enttäuschung in das Privatleben. Das Verhalten der Bürger war zumeist „rechtschaffen“, also bieder, um nicht in Konflikt mit der Obrigkeit zu geraten. Zensur entzog der Bürgerschaft das Wort; Überwachung begangen durch Spitzel war alltäglich. Karl August Herzog von Sachsen-Weimar-Eisenach führte abweichend zur gemeinen Handhabung 1817 ein liberales Pressegesetz ein, das er bis 1820 beibehielt, und bot damit in dieser Zeit eine weitgehende „Pressefreiheit“. Im Schutz des Herzogtums stieg Ludwig Wielands Oppositionsblatt oder Weimarische Zeitung zur vielbeachteten Schrift auf. Die von Friedrich Justin Bertuch verlegte radikal-freiheitliche Zeitung mischte sich in die politischen Kämpfe um deutsche Verfassungen ein und stand deswegen im Konflikt mit Hof, Regierung und Gesellschaft des klassischen Weimars. Mit dem Blatt verbreiteten sich aufklärerische Gedanken aus der Universitätsstadt Jena unter den Studenten. Die nationale Einigung anstrebend, und die monarchische Souveränität in Frage stellend, waren beispielsweise die um 1811 von Friedrich Ludwig Jahn begründeten Turnbewegung und die sich in Urburschenschaften organisierenden Studenten Träger des Unmuts an den politischen Verhältnissen. Die Studenten waren zahlreiche Teilnehmer an den Befreiungskriegen, wie im Lützowschen Freikorps. Die studentischen Urburschenschaftler strebten dem Leitsatz „Freiheit, Ehre, Vaterland“ nach und traten für die „moralische und intellektuelle Erneuerung des Studentenlebens“ ein. Ihre Unzufriedenheit fand 1817 Ausdruck beim Wartburgfest und damit politische Beachtung. Von damals 8.500 deutschen Studenten versammelten sich etwa 450 Burschen und forderten nebst dem ersten Grundsatz: „Ein Deutschland ist; soll sein und bleiben!“, die Pressefreiheit.
Dem aufbegehrenden Treffen folgte die Unterdrückung der als Demagogen (Volksverführer) bezeichneten Jugend und Professoren. Der Frankfurter Bundestag erließ Bestimmungen gegen die sogenannten „revolutionären Umtriebe“ am 20. September 1819, die nach Meinung des deutschen Historikers Thomas Nipperdey „in einem mehr als fragwürdigen Eilverfahren“ zustande kamen. Die als Karlsbader Beschlüsse bekannten Gesetze verkehrten die 1815 erklärten Absichten aus Artikel 18 d ins Gegenteil. Metternich hatte seinem Staatsverständnis nach daran Anteil. Das Vorgehen gegen „Ultraliberale“ wurde durch die Beschlüsse rechtlich anerkannt. Für die Presse bedeutete dies Vorzensur. Dies galt für alle Schriften, die als tägliche Blätter oder heftweise erschienen und weniger als 20 Bögen (320 Seiten) im Druck aufwiesen. Der Deutsche Bund erlaubte sich, mit dem sechsten Paragraphen des Bundes-Pressegesetzes selbst tätig zu werden, wenn die „Würde des Bundes“ angegriffen sei. Der Bund richtete als Beobachtungsstätte die „Bundestagskommission in Preßangelegenheiten“ ein. Die Einzelstaaten behielten sich jedoch weiterhin vor, die Zensur – je nach Verfassung – verschieden zu handhaben. Die Beschlüsse von Karlsbad galten zunächst fünf Jahre. 1824 verlängerten die Deutschen Staaten das Abkommen unbefristete. Außer Kraft gesetzt wurde das Gesetzeswerk während der Deutschen Revolution 1848/49. Die Regierenden verabschiedeten auch in anderen europäischen Ländern beschränkende Gesetze. So beschränkte England im selben Jahr mit den Six Acts die Presse- und Versammlungsfreiheit. Ein Jahr später nahm Frankreich die Vorzensur ins Gesetzeswerk wieder auf. Weiterhin verbot der französische Staat kritische Zeitungen. Zudem ermöglichten die französischen Gesetze die vorbeugende Gefangennahme von sogenannten „Verschwörern“ für drei Monate.
Die Verfassung des Königreichs Bayern von 1818 garantierte zwar „Freyheit der Meinungen“, niedergesetzt in Titel IV § 11, jedoch waren für die Presse „gesetzliche Beschränkungen gegen den Mißbrauch“ durch die III. Verfassungsbeilage eingearbeitet. Zensur beschränkte „politische“ und „periodische“ Schriften, wobei das Wort „politisch“ zunächst so ausgelegt wurde, dass es lediglich für andere Staaten und auswärtige Politik galt. Für den deutschen Medienwissenschaftler Jürgen Wilke verband sich mit dem Amtsantritt des bayerischen Königs Ludwig I. ab 1825 zunächst ein „gedeihliches Klima“ für die Presse. Innenpolitische Themen blieben von Vorzensur befreit. Der Regent strebte gegenüber dem Deutschen Bund und den Ständen eine eigenständige Politik an. Die französische Julirevolution von 1830 als auch der Novemberaufstand im sogenannten Kongresspolen begeisterten die Oppositionellen. Die Lebensmittelpreise stiegen in der Zeit zwischen 1829 und 1832 um mehr als ein Drittel. Zu Unmut führten zusätzlich Mauten, Zoll- und Steuerabgaben. Das Verhältnis zwischen Presse und Staat verschlechterte sich. Die Freiheit, die Ludwig I. der Presse bis dahin einräumte, galt ihm nun als gefährlich. Sitzplatzzugewinne der Oppositionellen in der Zweiten Kammer der Bayerischen Ständeversammlung bei den Neuwahlen im Dezember 1830 führten zu Begeisterung, aber auch zu Tumulten, wie an der Münchner Universität. Das Geschehen wurde staatsseitig als Unruhen aufgefasst und Ludwig I. fand darin den Anlass zur Umsetzung von Maßnahmen, die die Pressezensur am 28. Januar 1831 verschärften. Im Streit mit der Opposition in der Zweiten Kammer musste die Regierung einlenken; sie nahm die Presseverordnung am 12. Juni des gleichen Jahres zurück.
1816 trat das Kaisertum Österreich im Vertrag von München den „Rheinkreis“ an das Königreich Bayern ab. Dieser Teil der linksrheinischen Region war während des Wiener Kongresses Österreich zugeschlagen worden. Die französische Erklärung der Menschen- und Bürgerrechte aus dem Jahre 1789 beinhaltete auch die Pressefreiheit. Jedoch wurde sie in der Folgezeit der Französischen Revolution eingeschränkt. Unter napoleonischer Herrschaft kamen weitere Erlässe mit einschränkenden Maßnahmen hinzu. Mit dem Dekret vom 5. Februar 1810 benötigten alle Drucker eine staatliche Erlaubnis und mussten vereidigt sein. Zudem wurde mit dem Dekret die Vorzensur wieder eingeführt und politisch unangepasste Zeitungen konnten beschlagnahmt werden. Die während der napoleonischen Ära im Rheinbund eingeführten Verfassungsrechte konnte die neue Obrigkeit aus Bayern nicht vollständig aufheben. Das durch den code civil geprägte Recht blieb in Teilen erhalten. Nach Rechtsauffassung der bayerischen Obrigkeit waren Rechtsvorschriften aus napoleonischer Zeit im „Rheinkreis“ gültig. Liberale Oppositionellen bezweifelten die Gültigkeit, da diese entgegen der französischen Gesetzgebung der Revolutionszeit ohne Mitwirken und Befürworten durch Volksvertreter zustande gekommen waren.
Allgemein verfügten die Behörden über verschiedene Zwangsmittel gegen Zeitungen – die Regierung lancierte Artikel in Zeitschriften, um die Öffentliche Meinung im eigenen Sinn zu beeinflussen. Gegenartikel, um missbilligte Zeitschriften in Verruf zu bringen, ließen die Regenten über Mittelsmänner einfließen. Urheber von Schriften mussten Herkunftsangaben machen. Des Weiteren erfolgten Beschlagnahmungen von Zeitungen und Flugblättern. Für Kontrollen setzten die Zensoren ungünstige Zeiten an und führten die Arbeit langsam aus, um die Aktualität zu beeinträchtigen. Die Behörden griffen in den Vertrieb ein, verweigerten Druckern die notwendige Erlaubnis und verurteilten Journalisten zu Geld- und Gefängnisstrafen. Die Ausweisung missliebiger Schriftsteller außer Landes war ein weiteres Mittel. Die zensierten Schriften hatten für die Kosten der Zensur aufzukommen. Das Königreich Preußen setzte hierzu am 1. Januar 1825 eine Vorschrift in Kraft. Zum Unterlaufen der Zensurvorschriften pendelten die Zeitungen zwischen verschiedenen Staaten. Aufbegehrende Aussagen versteckten Autoren und Redakteure immer besser. Psychologen wie Sigmund Freud beschäftigten sich später mit der Vorgehensweise.

## Die Zeitung „Inland“ als Vorbote

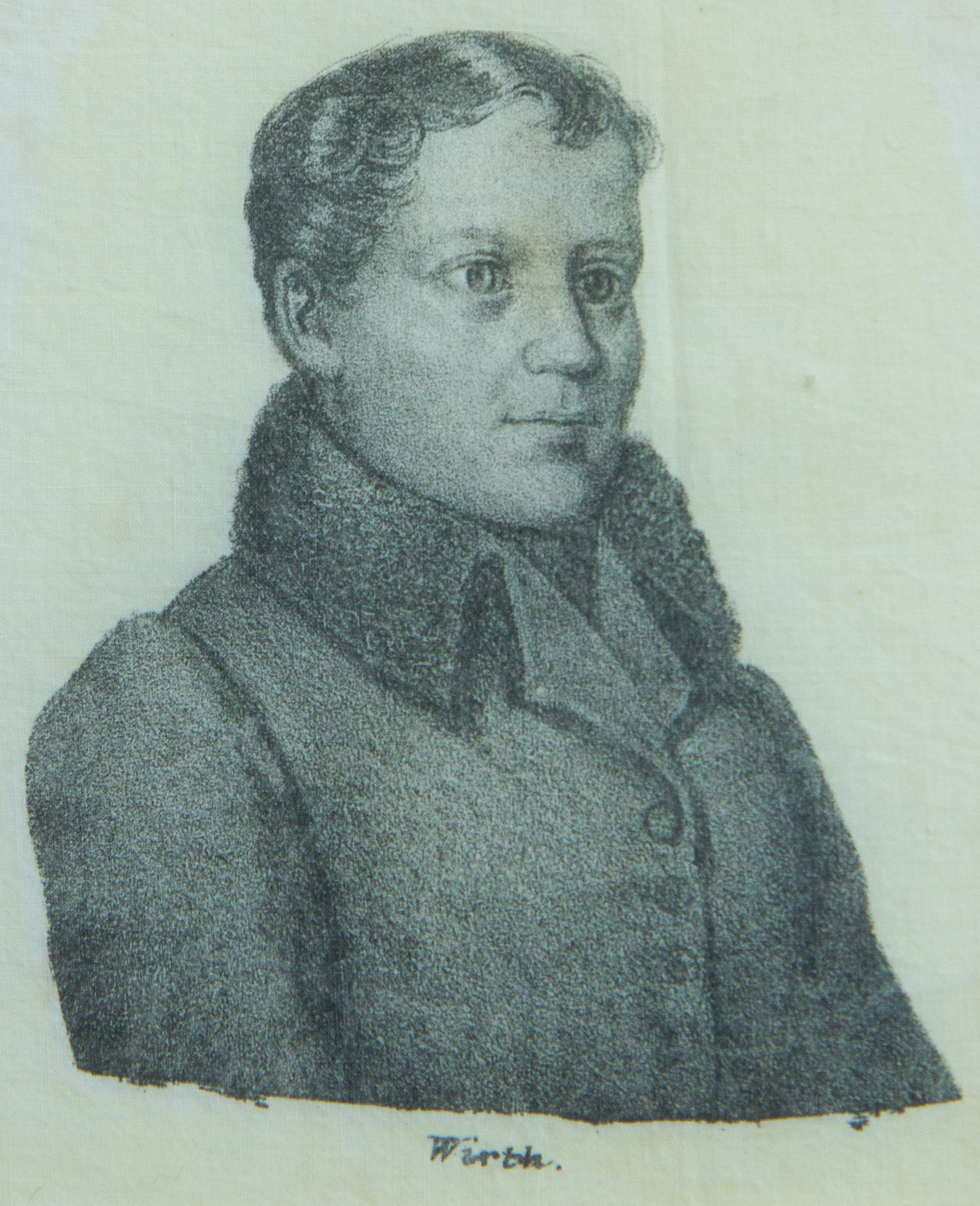
Abbildung von Johann Georg August Wirth auf dem Hambacher Tuch

Johann Georg August Wirth erlangte vor dem Erscheinen der Deutschen Tribüne Bekanntheit. Er trat während seines 1817 begonnenen Studiums der Rechtswissenschaften mehreren Studentenverbindungen bei und engagierte sich gemäß seinen Idealen. Zuerst folgte er der mit dem Studium eingeschlagenen Berufswahl, begann aber im Jahr 1831 seine journalistische Tätigkeit mit der Herausgabe des Kosmopoliten in Bayreuth. Das kurzlebige Blatt führte in der ersten Ausgabe vom 4. Januar das Thema Pressefreiheit mit gleichnamig betiteltem Artikel auf.
Im März 1831 fand Wirth eine Stelle bei der 1827 in München gegründeten Literarisch-artistischen Anstalt der Cotta’sche Verlagsbuchhandlung für lithographische Vervielfältigung und Kupferdruck, nebst Buch-, Kunst- und Landkartenhandel. Die renommierte regierungsnahe Stuttgarter Buchhandlung verlegte in der Zweigstelle die Zeitungen Das Ausland und Das Inland. Johann Friedrich Cottas Geschäftsführer war Friedrich Sonntag. Wirth wurde als Redakteur für das Inland beschäftigt. Im Streit über den Inhalt wünschte König Ludwig I. im April 1831, dass Cotta als Verleger von Wirth Abstand nehmen solle; Das Blatt habe in alter Ausrichtung zu erscheinen. Indem Cotta die Herausgabe des Inlands am 30. Juni 1831 beendete, kam er der ministeriellen Schließung zuvor. Die Deutsche Tribüne erschien einen Tag später. Im Inland bewarb Wirth die neue Zeitung:

„Dieses Journal wird unter dem Namen: ‚die deutsche Tribüne‘ vom 1. July an ins Leben treten und in Groß-Quart-Format auf feinem Velinpapier, täglich erscheinen. Der Character des Blattes soll im Wesentlichen jenem des Inlandes, d. h. der neuesten Zeit, gleich bleiben; der Inhalt jedoch ungleich mannichfaltiger werden und vorzugsweise politische Gegenstände umfassen. Vertheidigung und Verbreitung der constitutionellen Principien ist die Hauptaufgabe der deutschen Tribüne. Da das Journal Baiern zunächst angehört und weil das öffentliche Leben in Baiern auf die Entwicklung constitutioneller Gesinnungen in andern deutschen Ländern einen großen Einfluß hat, so wird den bairischen Staatsangelegenheiten eine vorzügliche Aufmerksamkeit zwar gewidmet werden; allein Hauptthema bleiben immer die allgemeinen deutschen Interessen. Gegen die baierische Regierung wird die deutsche Tribüne das System entschiedener und nachdrücklicher Opposition oder aufrichtiger und eifriger Unterstützung annehmen, je nachdem das Gouvernement auf der constitutionellen Bahn, Rückschritte oder Fortschritte zu machen und den Interessen und Bedürfnissen der Nation zuwider oder denselben gemäß zu handeln geneigt ist. Die deutsche Tribüne wird die äußern politischen Verhältnisse Deutschlands und die europäische Politik überhaupt in ihr Gebiet ziehen, jedoch mehr raisonnirend als erzählend behandeln und, mit Ausnahme der wichtigsten Tages-Chronik, nur Originalaufsätze oder solche Artikel liefern, welche wegen der traurigen Verhältnisse der deutschen Presse in andern Zeitungen nicht erscheinen dürfen.“

Leser erfuhren vorab von der Ausrichtung im Sinne einer „Wiedergeburt Deutschlands“ unter strikter Verfolgung des „constitutionellen Principes“. Wirth wollte die freie Presse; zensierte Artikel aus anderen deutschen Staaten sollten unzensiert lesbar sein.
Wirths redaktionelle Arbeit beim Inland umfasste etwa einhundert Ausgaben. Der Redakteur erhielt während dieser Zeit Kontakte zu Abgeordneten der Ständeversammlung in Bayern. Die Sitzungsperiode der fünften Zweiten Kammer reichte vom 20. Februar bis zum 29. Dezember 1831. Die Zeitung berichtete ausführlich über Themen und Beschlüsse der Ständeversammlung, da diese von gesellschaftlichem Interesse waren. Die sechste bayerische Zweite Kammer trat erst drei Jahre später 1834 erneut zusammen. Nach der Ansicht des deutschen Historikers Manfred Treml habe sich die regierungsnahe Zeitschrift Inland unter Wirth zu „einem der führenden Oppositionsblätter“ entwickelt. Wirths politisches Profil habe sich in konstitutionell-liberaler Ausrichtung geschärft.
Sonntag beteiligte sich als Geldgeber an der Vorfinanzierung der Deutschen Tribüne. Cotta hatte keine Einwände gegen die Beteiligung. Allerdings bestand er auf eine Bitte: „alles zu unterlassen, was ihn in die Nähe mit Wirths Werk rückte“. Dennoch glaubten zeitgenössische Beobachter wie auch König Ludwig I., dass zwischen Wirth und Cotta eine Verbindung bestünde, trotz gegenteiliger Beteuerung. Die Vermutung fußte auch auf dem Zirkulieren von Vorbestellungslisten. Sonntag führte darin die Deutsche Tribüne neben anderen Produkten der Literarisch-artistischen Anstalt auf, um – wie er sagte – seinen Bekanntenkreis für das Blatt zu interessieren. Cotta beklagte sich darüber im Briefwechsel bei seinem Geschäftsführer.

## Erscheinungsverlauf

### Sitz in München
Die Deutsche Tribüne erschien erstmals in München am 1. Juli 1831. Das Königreich Bayern war besorgt wegen der im Vorfeld verlautbarten Ausrichtung. Staatliche Stellen beobachteten die Zeitung von der ersten Auflage an. Wirth beabsichtigte zu Beginn nicht den von der Verfassung vorgegebenen Rahmen zu übertreten. Die Anfangsausgaben blieben unzensiert, weil die Aufsichtsbehörde es versäumte, einen Kontrolleur zuzuteilen. Erst die sechste Ausgabe kam zur Durchsicht. Wirth umging die Zensur der darin enthaltenen Artikel, durch Veröffentlichung der gestrichenen Inhalt in einem Flugblatt mit dem Titel: „Politische Kapuzinerpredigt“ und der Aussage: „Wir ersuchen alle Zeitungsredactionen und Schriftsteller, welchen von der Censur Artikel gestrichen werden, solche uns mitzutheilen. Wir werden dieselben sodann in unserem Blatt oder durch Flugblätter zur Publicität bringen“. Für Ärgernis sorgte die Deutsche Tribüne auf internationaler Ebene nach einer Woche. Die preußische Gesandtschaft beschwerte sich beim bayerischen Außenminister Joseph von Armansperg. Andere Staaten taten ihren Unmut ebenso kund. Die Zensoren beklagten die Erfolglosigkeit ihrer Arbeit Mitte des Monats.

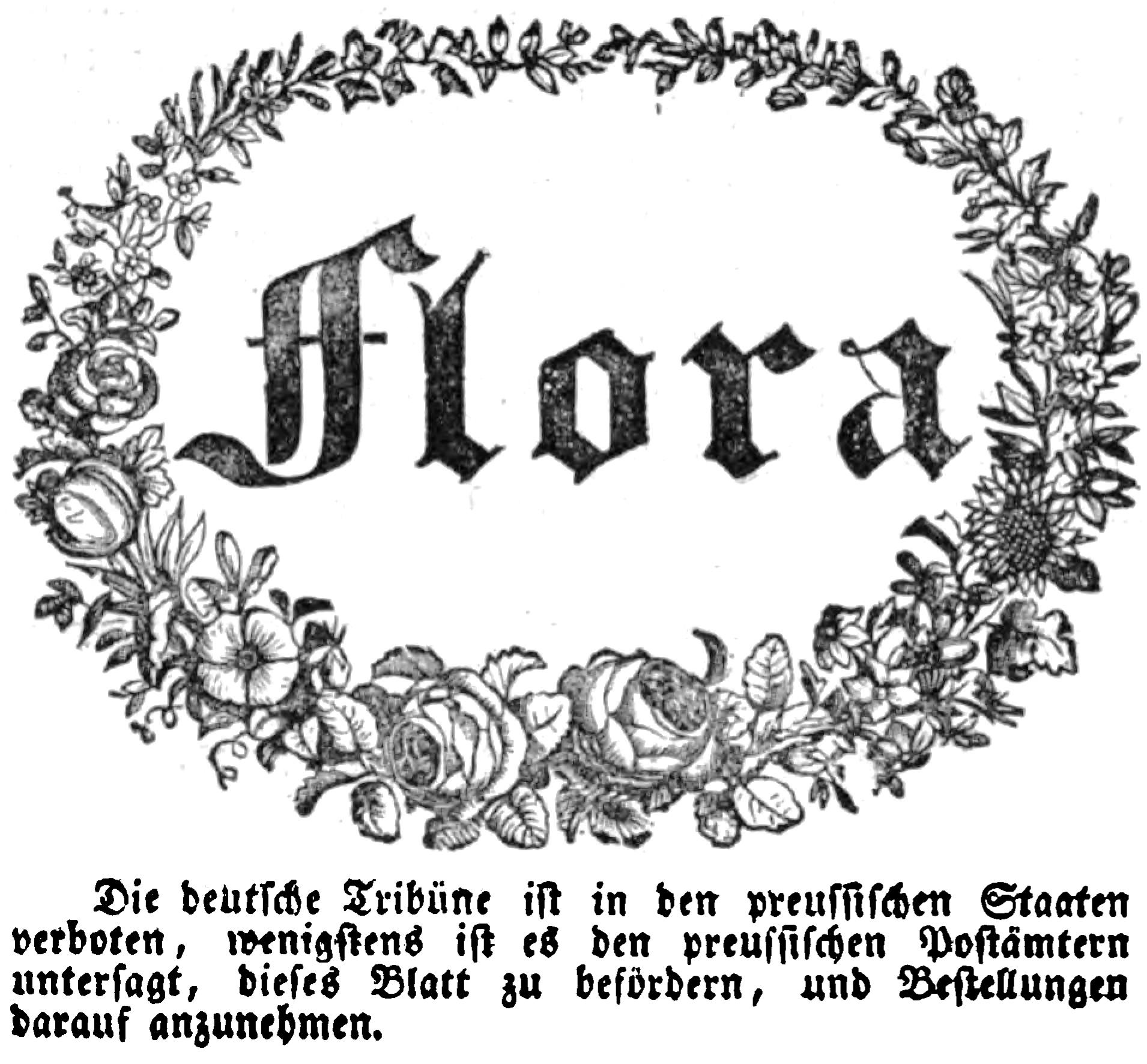
Unterhaltungszeitschrift Flora Nr. 69 vom 29. Juli 1831, München, Anzeige: „Die deutsche Tribüne ist in den preussischen Staaten verboten, wenigstens ist es den preussischen Postämtern untersagt, dieses Blatt zu befördern, und Bestellungen darauf anzunehmen.“

Die Kontrolleure veranlassten Beschlagnahmungen von Ausgaben und Flugblättern. Die Polizeibehörden wurden angewiesen, eine Strafe von fünfzig Talern gegen Drucker auszusprechen, die politische Flugblätter herstellten. Die Geldstrafe war existenzbedrohlich. Es erhob sich Widerspruch; das bayerische Innenministerium unter Johann Baptist von Stürmer lenkte Ende Juli 1831 ein. Das Ministerium erklärte die Strafe gegen Drucker als auch die Zensur von Flugschriften für unzulässig. Eine andere Art, Wirth auf einzuwirken, schlug ebenso am Monatsende fehl. Es gelang nicht, ihn als Redakteur für die Regierung anzuwerben. Der Mitredakteur Friedrich Ludwig Lindner gab dem Werben nach. Georg Fein füllte zunehmend die freie Stelle aus. Der bayerische Staat ersann nach Scheitern der ersten Versuch neue Strategien. So lancierte der König Gegenartikel über Vertraute. Auf zwischenstaatlicher Ebene beeinträchtigten Regierungen die Vertriebswege.
Wirth ließ zusätzlich zur Deutschen Tribüne zwei andere Schriften erscheinen. Im Verbund wollte der Herausgeber, unter Einhaltung der Pressebestimmungen, Zensurmaßnahmen unwirksam machen. Ab dem 19. Juli 1831 war das Oppositions-Blatt für Baiern zu beziehen. Diese Zeitschrift informierte über bayerische Belange. Die Anwendung der Karlsbader Beschlüsse nicht erlaubend, sollte das bayrische Oppositions-Blatt „wie ein großes Werk“, also alle Einzelausgaben der Zeitung zusammengezählt, in unbestimmten Zeiträumen mit einem Umfang von mehr als 30 Bögen erscheinen. Seit Rücknahme der Presseverordnung war es gestattet, über innerbayerische Themen ohne Zensur zu berichten. Das liberale Deutschland sollte als dritte Schrift zu lesen sein. Mit einem Umfang von 60 bis 90 Blättern zu einem halben Bogen gab Wirth die Zeitung ab dem 3. August heraus. Inhaltlich waren die Schriften aufeinander abgestimmt, mussten aber einzeln bestellt werden. Sonntag und Wirth besprachen zusätzlich die Auflage einer zielgruppenspezifischen Zeitung für Bauern. Die sogenannte Bauernzeitung sollte den Stand hinsichtlich seiner Verfassungsrechte aufklären. Der rechtskundige Wirth wollte in der Zeitung Beratung leisten. Die Bauernzeitung verfolgten die beiden aber nicht weiter.
Ende August 1831 nahm Wirth gegenüber den Zensoren eine neue Haltung ein. Die beanstandenden Behörden müssten seiner Ansicht nach den Nachweis erbringen, gegen welche gesetzliche Bestimmung verstoßen worden sei, und dies entsprechend belegen. Er ließ sodann gestrichene Textstellen unzensiert abdrucken. Die Behörden verhängten daraufhin Geldstrafen, um Wirth vom Druck abzuhalten. Der Herausgeber legte gegen die Maßnahme Widerspruch ein. Hierzu führte er aus, dass es kein Gesetz gäbe, welches gestrichene Stellen zu drucken verbiete. Über 10.000 Taler summierten sich in kurzer Zeit. Anlässlich der Forderung spottete der Redakteur am 7. September: „nach einer mathematischen Progression“ (die Höhe der Strafe verdoppelte sich beginnend mit 10 Talern) gleiche die Deutsche Tribüne bald den Staatshaushalt Bayerns allein aus. Das Innenministerium erkannte nach diesem Umstand die meisten Beschwerden Wirths an. Geldstrafen entfielen aus der Sanktionspolitik, weil diese Strafform fortan per ministerieller Weisung als „ausdrücklich ungeeignet“ galt.
Mitte September 1831 erging die erste Arreststrafe gegen Wirth; ein zweitägiger Freiheitsentzug wurde angeordnet. Wegen der unzensierten Artikel, die weiterhin in der Deutschen Tribüne erschienen, kam diese Strafform als nächsthöheres Mittel zum Einsatz. Ein zweiter Haftbefehl verlängerte die Strafe um weitere vier Tage noch binnen der 48 Stunden. Der Abgeordnete Karl von Closen sprach die Inhaftierung in der bayerischen Zweiten Kammer an, ohne dass seine Rede wirkte. Der Kammerpräsident verwies darauf, dass sich Wirth mit Rechtsmitteln helfen solle. Unterdessen hatte Wirth sich beim Innenministerium beklagt. Das Ministerium erfüllte die Bitte um Entlassung. Der Präsident der ersten Kammer Carl Philipp von Wrede wies Graf von Seinsheim, als Regierungsdirektor des Isarkreises und damit Verantwortlicher für die Zensur an, Festnahmen zu unterlassen und nur im Rahmen der Gesetze vorzugehen. Seinsheim versuchte die Deutsche Tribüne auch auf anderem Weg zu behindern. Er drohte hierzu angeblich Jacquet, dem Drucker der Zeitung an, dass die Regierung die Verträge kündige und keine neuen Aufträge vergebe. Wirth beabsichtigte der Unabhängigkeit und Einschüchterung wegen, eine eigene Druckerei zu eröffnen. Diese sollte mit einer in der Zeit neu aufgekommenen Schnellpresse ausgestattet sein. Im Oktober 1831 gründete Wirth eine „Aktiengesellschaft“, um die benötigten Mittel für das Unternehmen aufzubringen. Der Pflicht zur Aufsicht hätte Seinsheim sich gern entledigt; mehrmals bat er um Versetzung; dem Wunsch kam von Wrede nicht nach.
Wirth sah weitere Freiheitsstrafen auf sich zukommen, die auch folgten. Die verantwortliche Behörde griff erneut zum Mittel des Freiheitsentzugs Ende Oktober. Wirth war fast ununterbrochen in Haft. Berichte füllten die Deutsche Tribüne und führten ihrerseits zu weiteren Festnahmen. So vermerkte Innenminister von Stürmer in seiner Ausgabe vom 16. November, dass wegen der darin erschienenen Artikel strafrechtlich einzuschreiten sei. Schwerwiegender vom Strafmaß waren mehrere Vorwürfe der Majestätsbeleidigung. Die Redaktion sah sich im Recht und veröffentlichte die Anklagen und den Fortgang der Streitigkeit weiterhin. Die Obrigkeit zielte nun darauf ab, Wirth längere Zeit festzusetzen; seine Tätigkeit bei der Zeitung würde ausfallen; die Zeitung wäre dadurch behindert. Das Ansinnen verlief nicht wie ersonnen. Lediglich ein Urteil führte zur Haftstrafe von sechs Wochen. Wirth strebte Berufung an, weswegen die sofortige Fälligkeit ausblieb (Das Urteil vollstreckt man erst im April 1836). Trotz der Erfolge auf dem Justizweg entschloss sich Wirth, aus München wegzuziehen. Er plante daher den Standortwechsel. Zwischenzeitlich kam sogar die Verlagerung der Deutschen Tribüne in das europäische Ausland nach Frankreich in Betracht. Vermutlich Philipp Jakob Siebenpfeiffer, Herausgeber des Westboten, legte Wirth nahe, in den „Rheinkreis“ zu ziehen. Wirth reiste am 23. November 1831 den Umzug vorbereitend in den Rheinkreis nach Homburg, um sich vor Ort ein Bild zu machen. Auch Speyer und Zweibrücken standen zur Wahl. Die letzte Münchner Ausgabe ließen die Mitarbeiter am 18. Dezember drucken. Die benötigten Mittel zur Anschaffung der Schnellpresse kamen indes zusammen. Vor der Jahreswende am 9. Dezember schrieb Wirth an die Kreisregierung von Speyer, dass er Ausgaben mit seiner eigenen Presse herauszugeben beabsichtige. Am 15. des Monats ersuchte er postalisch die Homburger Zensoren mit ihm Zeiten für die Kontrolle abzusprechen. Hieran ist nach Hüls und Schmidt ersichtlich, dass Wirth die Vorkontrolle nicht zu meiden beabsichtigte.

### Sitz im Rheinkreis

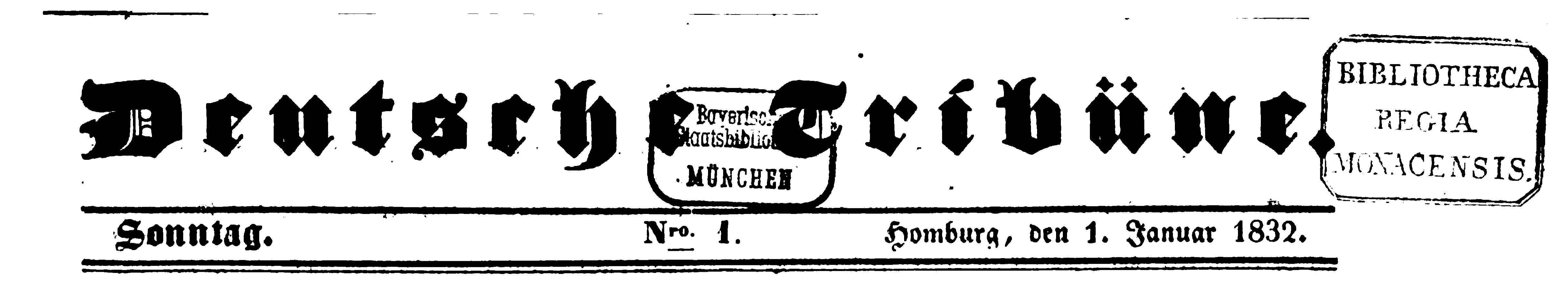
Titelzeile der Deutschen Tribüne vom 1. Januar 1832 in Homburg

Wirth zog Ende Dezember 1831 in den Rheinkreis, also das damalige Bayern „links des Rheins“. Die erste Auflage der Deutschen Tribüne erschien am 1. Januar 1832 in Homburg. Wirth stellte die Auflage auf eigener Handpresse her. Die Zeitung verlautbarte, Homburg sei als Standort mit Bedacht gewählt. Im Rheinkreis bestand zu dieser Zeit eine weitgehend unabhängige Justiz. Nachdem der bayerische Reichsrat unter von Wrede die Zweite Kammer am Ende der Sitzungsperiode aufgelöst hatte, zog es die Oppositionellen „wie ein Gravitationszentrum“ in die Region nahe dem Rhein. Weitere Gründe sprachen für den Umzug. Neben dem dort gültigen Recht und der erwarteten Unterstützung durch die zurückkehrenden Abgeordneten gab es in der Nähe andere oppositionelle Zeitschriften. Mit diesen wollte Wirth sich abstimmen. Sofern Maßnahmen die Zeitungen bedrohten, konnte man darüber zeitnah berichten. Die Redaktion meinte in Homburg gute Verkehrs- und Postverhältnisse vorzufinden, was für eine zügige Nachrichtenübermittlung geeignet schien.

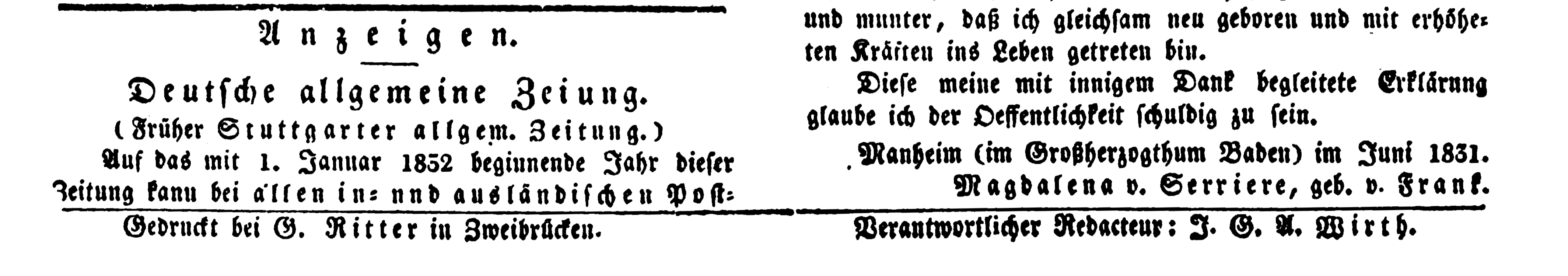
Fußzeile der Deutschen Tribüne vom 6. Januar 1832, mit dem Zusatz: „Gedruckt bei G. Ritter in Zweibrücken“

Die Behörden erschwerten der Deutschen Tribüne das Dasein auch am neuen Standort. Das Homburger Landkommissariat genehmigte Wirth die Druckerei nicht. Wirth ließ die Schnellpresse vorerst zu Georg Ritter (1795–1854) nach Zweibrücken bringen. Zudem konnte Wirth keine eigene Druckererlaubnis vorlegen. Daraufhin bemühte er den lizenzierten Kaiserslauterer Drucker Philipp Michael Kohlhepp (1807–1863). Wirth schloss einen Vertrag mit ihm zum Eröffnen einer Zweigstelle in Homburg. Der geplante Zweitstandort des Druckers bekam keine Erlaubnis. Wirth gab seine Zeitung erlaubnislos weiter heraus. Am 4. Januar 1832 sperrte der am Tag zuvor angewiesene Bürgermeister Homburgs die Handpresse mit Siegel unter Berufung auf das napoleonische Dekret vom 5. Februar 1810. So beeinträchtigt, besorgte Wirth den Druck auf der Ritter’schen Schnellpresse. Wirth als auch Siebenpfeiffer, dessen Presse mit Siegel ebenfalls gesperrt worden war, strebten zusammen die Aufhebung an. Das Bezirksgerichtsverfahren bewirkte öffentliche Anteilnahme. Das Urteil beschied, dass man nicht befugt sei, „in die getroffene Entscheidung einzugreifen“. Viele Beobachter verfolgten das Gerichtsverfahren. Trotz des Ausgangs war das Verfahren an sich ein Erfolg, da es die Bürger für die freiheitliche Presse mobilisierte.
Weitere Ausgaben der Deutschen Tribüne bekamen die Zensoren vorgelegt, allerdings lieferten eigene Boten gedruckte Ausgaben direkt zur Homburger Post. Ohne die zensierende Redigierung abzuwarten, ließ man die Ausgaben versenden. Damit war die Vorabkontrolle zunichtegemacht; die Staatsdiener beklagten auch hier, dass die Zensur „zum öffentlichen Gespött“ gemacht würde. Die Mitarbeiter versendeten zudem einen Teil unter Kuvert. Das Absenden unter Umschlag schloss das Zurückhalten aus und machte die Kontrolle durch Zensoren unmöglich. Fürst von Wrede versuchte den Versand in Umschlägen auszuhebeln. Er schlug dem Ministerrat Mitte Februar den Bruch des Postgeheimnisses vor. Sein Bemühen blieb ohne Erfolg.

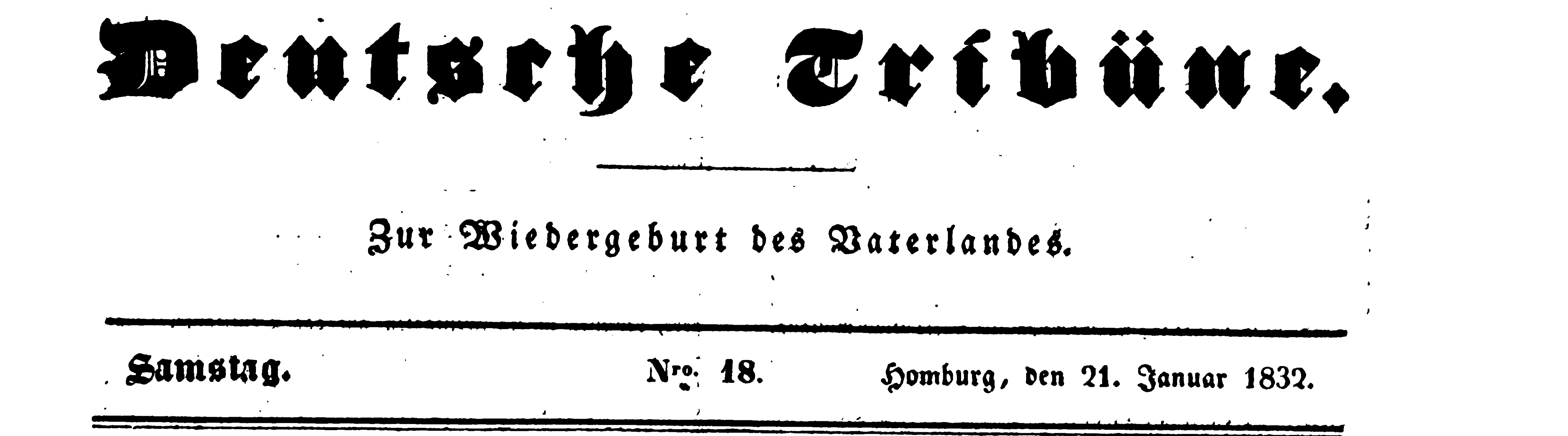
Titelzeile der Deutschen Tribüne vom 21. Januar 1832, mit dem Zusatz: „Zur Wiedergeburt des Vaterlandes“

Der Freundeskreis um Wirth diskutierte die Verwirklichung der Pressefreiheit. Bereits in der Ausgabe vom 12. Juli 1831 regte Wirth ehemals ein Verein zur Beförderung der freien Presse an. Das „Erste Schülerfest“ steht hiermit in Zusammenhang. Dieses wurde von den Bürgern Zweibrücken-Bubenhausens als Festessen für den bayerischen Kammerabgeordneten Friedrich Schüler zur Feier der Rückkehr in seine Heimat organisiert – Versammlungen waren verboten. Die Anwesenden darunter Wirth sahen sich selbst als Patrioten. Sie beschlossen auf der Feier die Gründung des Deutschen Preß- und Vaterlandsvereins (PVV) am 29. Januar 1832. Um den Verein zu fördern, rief Wirth im Artikel „Deutschlands Pflichten“ vom 3. Februar zur ideellen als auch materiellen Anteilnahme auf. Die Tätigkeiten des Vereins bestanden in der Hauptsache im Sammeln von Geld, der Organisation von Zusammenkünften, dem Verschicken von Protestnoten und der Unterstützung von Schriftstellern als auch Zeitschriften.
Weitere Staaten des Deutschen Bundes erließen ein Zustellungsverbot in ihr Territorium, da die Zensur nicht griff. Mitte Februar 1832 ließ Wirth die Schnellpresse aus Zweibrücken nach Homburg bringen und druckte mit dieser erlaubnislos. Die Aufstellung und der ungenehmigte Betrieb der Schnell- und Handpresse in Homburg bot Anlass gegen Wirth vorzugehen. Am 23. Februar erhielt der Bürgermeister die Anweisung, alle Pressen mit Siegel zu sperren. Wirth versagte zwei Tage später den Zutritt und damit die Ausführung, weil ein Gerichtsbeschluss vorliegen müsse. Wirth ging soweit, in der Deutschen Tribüne zu verlautbaren, dass er mit Waffengewalt die Ausführenden abhalten wolle. Im Gebäude lagerte man hierfür Waffen.
Im März 1832 stellte Baron von Pechlin als Vertreter Holsteins und Lauenburgs vor der Bundestagskommission in Preßangelegenheiten fest, die Deutsche Tribüne würde versuchen, „alles Bestehende in Deutschland“ umzuwälzen, „durch Gewinnung der öffentlichen Meinung für eine so genannte Deutsche Reform oder für die Gründung eines Deutschen Reichs im demokratischen Sinne“. Nach den Auskünften der Gesandten stellte die Kommission überzeugt fest: dass Wirths Deutsche Tribüne, Siebenpfeiffers Westbote und die Hanauer Neuen Zeitschwingen, „die Würde und Sicherheit des Bundes und einzelner Bundesstaaten verletzen, den Frieden und die Ruhe Deutschlands gefährden, die Bande des Vertrauens und der Anhänglichkeit zwischen Regenten und Volk aufzulösen sich bestreben, die Autorität der Regierungen zu vernichten trachten, die Unverletzlichkeit der Fürsten angreifen, Personen und Eigenthum durch Aufforderung zur Gewalt bedrohen, zum Aufruhr anreizen, eine politische Umgestalltung Deutschlands und Anarchie herbeizuführen und zu verbreiten suchen“. Hierauf begründete sich das Verbot auf Grundlage des Preßgesetzes vom 20. September 1819, §. 1, 6 und 7 für den Bund. Die Abstimmung des Bundes kam als Nachricht in Jena nach der Erinnerung eines Schlesiers in einer Burschenschaft so an: es „wurde […] die Frage zur Entscheidung gestellt, ob die Unterstützung dieses Blattes durch Abonnement für Hochverrath zu achten sei. Die Frage wurde von allen Votanten (hieß es) gegen nur einen Diffentierenden bejaht […]“. Nur der Gesandte Bayerns hatte sich der Zustimmung enthalten. Die bayerische Regierung verbot die Deutsche Tribüne am 1. März, solange sie sich nicht der Zensur beuge. Einen Tag später folgte das Verbot des Deutschen Bundes nach dem Preßgesetz. Dieser untersagte außerdem ein Erscheinen von Folgepublikationen und verfügte ein fünfjähriges Berufsverbot für die verantwortlichen Hauptredakteure.
Wie sich die Bürger bei der Durchsetzung des Verbots verhalten würden, blieb unklar. Infolge der Ankündigung wurden Truppen zusammengezogen; Einquartierung wurde angedroht. Am 7. März widerrief Wirth seine Bereitschaft zum Gebrauch von Waffen und sicherte zu, den Rechtsweg in Anspruch zu nehmen. Die Siegel wurden dennoch unter militärischem Schutz am Folgetag angebracht, wobei der Zutritt zu den Geschäftsräumen gewaltsam erfolgte, aber beiderseits kein Schuss fiel. Entgegen dem Verbote auf Landes- und Bundesebene erschien am 13. März 1832 eine von Georg Ritter hergestellte Ausgabe. Die bayerische Regierung ließ daraufhin Wirth festnehmen. Georg Fein und Friedrich Sonntag, die das Werk fortsetzten und keine bayerische Staatsangehörigkeit hatten, wurden außer Landes verwiesen. Die Behörden verpflichteten Georg Ritter, nicht weiter für die Deutsche Tribüne zu drucken. Das letzte Erscheinen am 21. März 1832 war zugleich das Ende der Deutschen Tribüne.

### Eine „neue“ alte Tribüne?

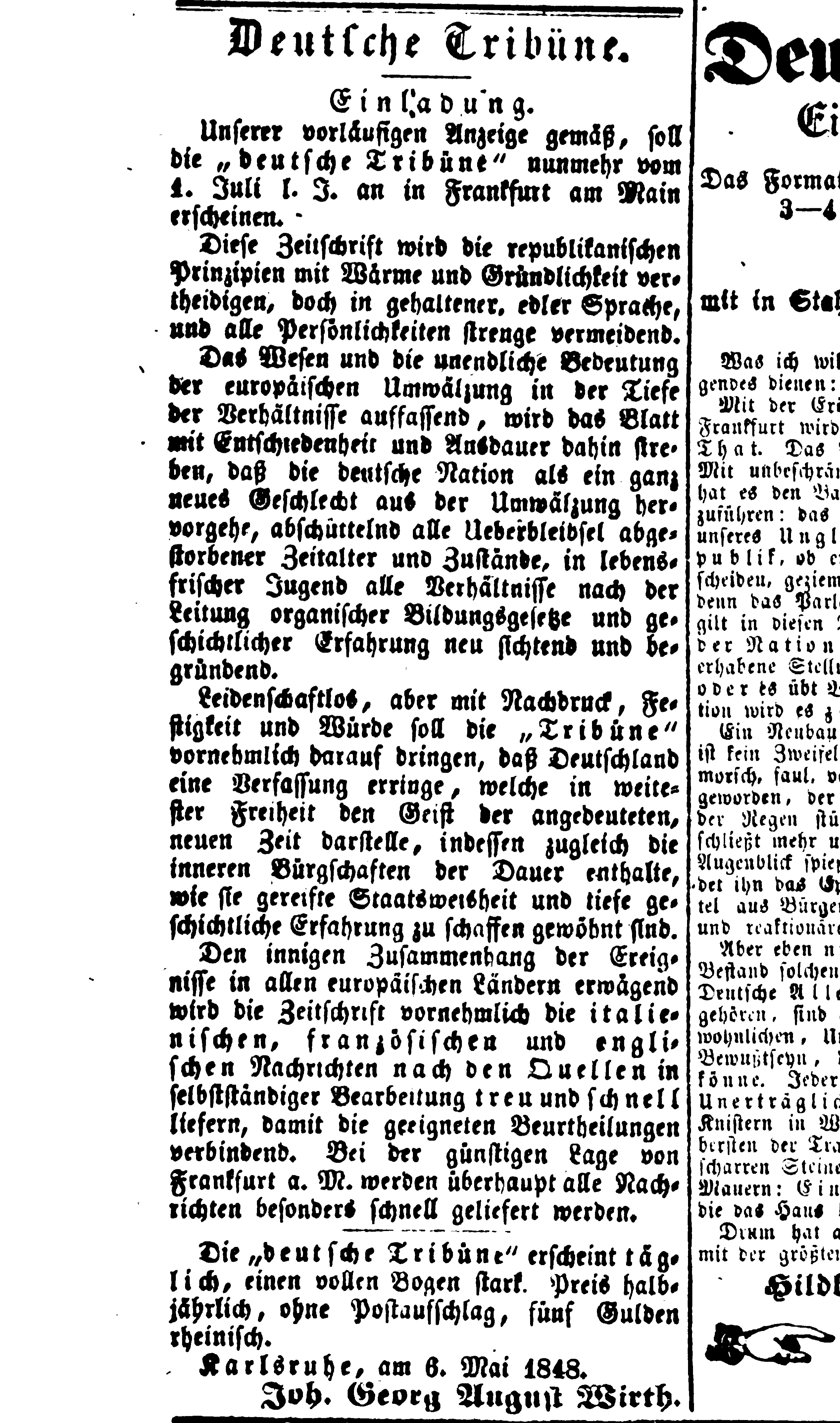
Anzeige von Wirth im Wochenblatt für den Königlich-Bayerischen Gerichtsbezirk Zweibrücken Nr. 65 vom 30. Mai 1848 zur Wiederauflage der Deutschen Tribüne

Die letzte Ausgabe vom 21. März gab keinen Hinweis auf das Ende der Deutschen Tribüne. Die Betreiber rechneten mit ihrem Erhalt. Fein kam vor seiner Landesverweisung durch Bayern mit dem Drucker Georg Ritter, Joseph Savoye (Vorstandsmitglied des PVV), Paul Camille Denis (Hauptfinanzier des PVV) und Christian Scharpff zusammen. Das weitere Vorgehen wurde beratschlagt. Am 6. April 1832 unterrichtete Wirth die Homburger Postverwaltung, dass ab dem 1. Mai wieder die drei Blätter erscheinen sollten. Die Homburger Kreisverwaltung atmete für kurze Zeit auf, als Gerüchte im Umlauf waren, Wirth wolle den Herausgabeort ins Großherzogtum Baden verlagern. Allerdings war selbst vor dem Stichtag kein Herausgabeort bekannt. Wirth reiste in der Zwischenzeit nach Kaiserslautern und von dort aus in weitere Städte. Unterdessen stellten die Behörden in Zweibrücken und Homburg keine Anzeichen einer Auflage fest und meldeten dies an die Vorgesetzten. Ein weiteres Gerücht besagte, die Zeitung würde auf transportabler Presse gedruckt. Rückblickend sehen Hüls und Schmidt die damit einhergehende Aufregung als voreilig an, da es keinen Hinweis auf ein tatsächliches Wiedererscheinen gab.
Die bayerische Staatsgewalt unterlief – der Souveränität des Landesrechtes Vorrang gebend – die Anordnungen des Deutschen Bundes. Das gegen Wirth ausgesprochene Berufsverbot wäre nichtig, wenn er sich an alle gesetzlichen Vorgaben zur Zensur halte. Am 14. April 1832 sprachen die Richter am Appellationsgericht (Berufungsgericht) in Zweibrücken Wirth im Zusammenhang mit den Vorwürfen Anfang März frei. Sie legten die bayerischen Zensurparagraphen so aus, dass keine strafbaren Handlungen Wirths erkennbar seien. Ebenda betonte das Gericht die Freiheit der Presse. Es bestünde das Recht der Journalisten, sich publizistisch in Not zur Wehr zu setzen. Der Freispruch hieß Wirths Vorgehen in Ordnung. Zum Freispruch verbreitete die Presse angeblich sechzigtausend Flugblätter ab dem 16. April. Infolgedessen erfuhr der Deutsche Preß- und Vaterlandsverein Zuspruch, der so über diesen Umweg gerechtfertigt schien. Der Verein hätte seit dem 1. März wegen eines allgemeinen Vereinsverbots nicht mehr bestehen dürfen. Kurz darauf veröffentlichte dieser die Einladung zum Hambacher Fest.
Wirth kündigte noch vor dem Hambacher Fest für den 1. Juni 1832 das Wiederaufleben der Deutschen Tribüne an. Höchstwahrscheinlich band die Vorbereitung der Festlichkeit Wirth stark ein, so dass es bei der Ankündigung blieb. Am 28. Mai, dem zweiten Festtag, versammelten sich wichtige Teilnehmer. im Haus des Landstands Schoppmann (1767–1840). Die Anwesenden beratschlagten und trafen die Übereinkunft, dass der Deutsche Preß- und Vaterlandsverein drei Presseorgane haben solle. Zu diesem Zweck sollte Siebenpfeiffers Westbote mit Wirths Deutscher Tribüne zur Zeitung Wiedergeburt des Vaterlandes verschmelzen und neben dem Mannheimer Wächter am Rhein und der Volkstribüne als Sprachrohr wirken. Meinungsverschiedenheiten über die Ausrichtung des Vereins, die bereits sich zuvor abzeichneten, verhinderten Einigkeit im weiteren Vorgehen.
Kurze Zeit nach dem Fest am 15. Juni 1832 folgte die Verhaftung Wirths wegen der auf dem Fest gehaltenen Reden. Das außerordentliche Assisengericht (Geschworenengericht) von Landau verhandelte den Prozess 1833. Das Verfahren endete mit einem Freispruch. Anschließend begann in Zweibrücken ein weiteres Verfahren wegen Vergehen in Zusammenhang mit angeblicher Beleidigung von in- und ausländischen Behörden. Das Zuchtpolizeigericht kam zu einem Urteilsspruch von zwei Jahren. Die Regierungsseite nahm mit Genugtuung das Urteil auf. Anschließend überstellten ihn die Behörden in das Kaiserslauterer Gefängnis. Als Insasse hielt Wirth während dieser Zeit an der Wiederbelebung der Deutschen Tribüne fest. Wirth flüchtete aber letztlich in die Schweiz, um weiteren Maßnahmen zu entgehen. Nach Hüls und Schmidt war kein Erscheinen der Zeitung vor der Flucht ins Ausland feststellbar.
Wie sehr Wirth die Zeitung beschäftigte, ist daran zu merken, dass er im Revolutionsjahr 1848 nochmals die Wiederauflage mit Anzeigen bewarb. Am 6. Juli band der 49-Jährige sich jedoch mit seiner Wahl in die Frankfurter Nationalversammlung. Wirth verstarb kurze Zeit darauf am 26. Juli desselben Jahres; sein Vorhaben blieb für ihn unerfüllt.

## Mitwirkende an der Deutschen Tribüne

### Mitarbeiter
Friedrich Ludwig Lindner war zunächst Mitredakteur, wechselte aber zur Bayerischen Staatszeitung. Georg Fein wurde nachfolgend Mitredakteur und lieferte zuerst Artikel auf Honorarbasis. Wirth unterbreitete ihm das Angebot einer festen Anstellung im August 1831. Fein ging darauf wahrscheinlich erst im November ein. Er tätigte in der Zwischenzeit auf seinen Reisen Erledigungen für die Deutsche Tribüne. Friedrich Sonntag beteiligte sich an Recherchen, insbesondere für die Sparte „Tages-Chronik“. Es wird angenommen, dass er als Einziger Englisch sprach und entsprechend Berichte übersetzte. Christian Scharpff arbeitete in der Schlussphase der Deutschen Tribüne mit und bemühte sich um deren Fortbestand. Joseph Savoye wurde in preußischen Quellen als Mitredakteur bezeichnet, jedoch ist sein Anteil nicht bekannt. Er gilt somit nur als Fürsprecher und Unterstützer der Zeitung.
Wirths Unternehmen beschäftigte in der pfälzischen Zeit mehrere Mitarbeiter. Laut Angaben Wirths wollte er 30 bis 40 Mitarbeiter unter Vertrag haben. Genauere Zahlen sind nicht bekannt. Laut Angabe Feins arbeiteten für Wirth allerdings mindestens einen „Mechanicus“, einen „Factor“ (Geschäftsführer), einen „Buchdrucker“ sowie vier Schriftsetzer. Ein gerüchtebehafteter Spitzelbericht, der aus dem Jahr 1836 stammt, benennt als Redakteure: „Wirth, Fein, Scharpf jun.;“ Mitarbeiter: „Knöbbel, Geib Savoye, Kolhepp, Schoppmann, Brogino“ und Korrespondenten: „Closen, Heinzelmann, Mebold, Funk, Sauerwein, Frei, Itzstein, Hornus, Jordan, König, Forster, Börne“.

### Weitere Autoren
Da es im 19. Jahrhundert nicht üblich war, Artikel namentlich zu kennzeichnen, sind mitwirkende Journalisten kaum feststellbar – nach Hüls gab es etwa zwanzig Autoren. Karl Weddo von Glümer (Vater von Claire von Glümer) schrieb während der Münchner Zeit für die Deutsche Tribüne. Feststellbar ist zudem Friedrich Giehne, der Redakteur der Zeitung Der Freisinnige war. Namentlich gezeichnete Beiträge lieferten unter anderem Ferdinand Geib, Carl Weil, Karl Weinmann, Richard Otto Spazier, Wilhelm Schulz, wahrscheinlich Ernst Koch (unter dem Pseudonym Emil Hubert Leonhard), Ernst Ludwig Große. Korrespondenten schickten außerdem Nachrichten an die Redaktion. Wirth bemühte sich um Artikel von Ludwig Börne und Heinrich Heine. Seine Anfragen blieb ohne Ergebnis.

## Berichterstattung, Inhalte und Verbreitung

### Berichterstattung
Als Quellen fungierten neben Recherchen der Journalisten Berichte von Korrespondenten, Leserbriefe sowie die Meldungen anderer Zeitungen. Mehr als 180 andere Tagesblätter und Journale waren inhaltlich in Berichte eingearbeitet. Häufig griff die Redaktion auf Artikel der Allgemeinen Zeitung, des Schwäbischen Merkurs, der Stuttgarter Allgemeinen Zeitung, der Neuen Speyerer Zeitung, der Hanauer Zeitung und des Niederrheinischen Couriers zurück. Für die Auslandsthemen nutzte die Redaktion Quellen aus Frankreich, Belgien, Polen und England. Einerseits kompilierten die Redakteure Berichte aus anderen Zeitungen, andererseits finden sich wörtliche und fast wörtliche Abschriften von Passagen.

### Themenbandbreite

#### Allgemeine Themenvielfalt
Zu Anfang hatte sich die Deutsche Tribüne der „konstitutionellen Idee“ verschrieben. Im Verlauf der Berichte über die Zweite Kammer der Bayerischen Ständeversammlung wandte sie sich den nationalen, freiheitlichen sowie republikanischen Ideen zu. Die Redaktion stellte Vorgänge des europäischen Auslands dar und sah diese als wichtigen Bestandteil an. Im Wesentlichen bildete die Zeitung Themen zu zeitgenössischen Vorkommnissen ab.
In Bezug auf Europa berichtete die Deutsche Tribüne über verschiedene Länder und deren Politik. Es wurden die Ereignisse der Französischen Julirevolution von 1830 aufgegriffen und über die anschließende Julimonarchie des „Bürgerkönigs“ Louis Philippe berichtete. Die Regierung wurde mit Bezug auf die ehemalige napoleonische Herrschaft sowie die Befreiungskriege beurteilt. Auch die Anfänge des belgischen Staates, der 1830 entstand, waren ein Thema. Die Zeitung stellte Geschehen des portugiesischen Erbfolge- und Bürgerkriegs dar, insbesondere wurde zur liberalen Strömung kommentiert und den stattfindenden Miguelistenkrieg. Die Entstehung Kongresspolens wurde kommentiert, da die „Polenfrage“ (Zug der polnischen Aufständischen über Deutschland in das französische Exil) nach dem „Novemberaufstand“ ein damals aktuelles Thema war. Ebenso beschäftigte die Autorenschaft sich mit den Aufständen in Italien. Die Reformen in England waren Artikelgegenstand. In Bezug auf die Griechische Revolution (1821–1829) wurde die orientalische Politik – insbesondere die des Osmanischen Reichs in Artikeln hinterfragt.
Einen weiteren Themenkomplex stellt der Deutsche Bund und Verfassungsfragen der deutschen Mitgliedsstaaten dar. Entsprechend erschienen 1831 Artikel, die sich mit der Politik in den Ständeversammlungen von Kurhessen und Baden befassten. Die Bayerische Ständeversammlung von 1831 füllte die Zeitung mit weiterem Inhalt. Wirth bemängelte etwa in der Deutschen Tribüne die Ständeversammlung. Er verurteilte die Verfassung, da sie „keine frei gewählte Volksrepräsentation“ darstellte, sondern eine „Vertretung der Classen und Kasten, die aus Kasten hervorgehen muß.“ Wirth forderte die „Wahlfreiheit ‚im reinsten Sinne‘ herzustellen und allen Staatsbürgern ein allgemeines und gleiches Wahlrecht einzuräumen.“ Besonderen Anteil am Inhalt der Zeitung hatte die Pressepolitik Bayerns sowie Badens. Wirt vermutete das Fürst Metternich hinter den Maßnahmen gegen die Deutschen Tribüne stand und thematisierte dies in der Zeitung.
Neben politischen Themen fand die Choleraepidemie der Jahre 1831/1832 Eingang in die Berichterstattung. Das Kultur- und Alltagsleben wurde abgebildet. Es gab Artikel, die sich mit der Handelsfreiheit befassten. Autoren forderten die Verbesserung des „öffentlichen Unterrichts“ in der Zeitung. Die Deutsche Tribüne stand für die „Ausgleichung der öffentlichen Sitten mit den Bedürfnissen einer geistig gebildeten Gesellschaft.“

#### Die Verteidigung der Pressefreiheit
Es folgte zu Jahreswechsel 1831/32 eine Radikalisierung in den politischen Ansichten. Zunehmend verloren die europäischen Inhalte an Gewicht. Das Thema Zweite Kammer entfiel mit dem Ende der Sitzungsperiode. Die oppositionelle Presse sah „sich als einziges verbliebenes Forum einer liberalen Öffentlichkeit“. Die Deutsche Tribüne verstand sich als Ersatzparlament. Den Umschwung zum Jahreswechsel bekundet die Ausgabe vom 1. Januar 1832, in dessen „Leitartikel“ zu lesen ist: „So wählt denn, meine deutschen Mitbrüder, die Devise ‚Ordnung, Freiheit und Licht‘ allenthalben zu eurem Wahlspruch; seid gehorsam dem Gesetze, allein schützt auch das Gesetz in rechtlicher Weise, haltet fest an allen volksthümlichen Institutionen, lebet und sterbet für die Freiheit und schreibt vor allem den Satz: ‚Ohne vollständige Durchführung des constitutionellen Prinzips und ohne politische Einheit kein Heil für Deutschland‘ mit Flammenzügen in euer Herz“. Als Folge der unterdrückenden Maßnahmen gegen die Zeitschrift machte die Redaktion sich selbst zum Thema. Hinzu kam die ausführlichen Berichte über den Deutschen Preß- und Vaterlandsvereins. Die Deutsche Tribüne wurde somit neben anderen Zeitschriften „nicht nur Motor, sondern auch Spiegel und Kommentator der Ereignisse“.
Die Neuausrichtung der Deutschen Tribüne wird sichtbar in Gestalt des Untertitels. Von Beginn an hatte die Zeitung den Zusatz: „ein constitutionelles Tagblatt“. Wirth ließ am Anfang des neuen Jahres den zugefügten Titel weg. Ab der Ausgabe Nr. 18 vom 21. Januar 1832 führte das Blatt den Untertitel: „Zur Wiedergeburt des Vaterlandes“.

### Im Widerstreit mit der regierungsnahen Presse
Gegenartikel kritisierten die Deutsche Tribüne. Mehrfach gab es in unfreundlichem Tonfall ausgetragene Meinungsverschiedenheiten zwischen Deutscher Tribüne auf Oppositionsseite und erwidernden regierungsnahen Zeitschriften. Die Zeitung Eos, die mit dem Inland stritt, blieb der Haltung gegen Wirth treu. Moritz Gottlieb Saphirs Blatt Der deutsche Horizont beteiligte sich ebenso am Meinungsstreit mit Wirths Blatt. Weitere Widersacher waren beispielsweise in Bayern die Münchner Politische Zeitung, das Bayerische Volksblatt sowie Die alte und die neue Zeit. Carl Ernst Jarckes Berliner Politisches Wochenblatt ist auf zwischenstaatlicher Ebene zu nennen. Dabei ist nach Hüls und Schmidt auffällig, dass die gegnerischen Blätter ausdrücklich benannt wurden. Der Text schilderte dem Leser sogar häufig – wenn auch mit wenigen Worten – die Ansicht der Gegenseite. Hüls und Schmidt führen aus, dass somit „ein offener Schlagabtausch der Argumente“ stattgefunden hätte – das bessere sollte gewinnen.
Im Streit nutzten die Zeitungen schriftstellerische Mittel wie humorvolle Anspielungen, satirisch-kritische Spitzen und polemische Vorwürfe. Als Beispiel für den Schlagabtausch führen Hüls und Schmidt das in München erschienene Blatt Die alte und die neue Zeit an, in dem es hieß: „die Sprache der ‚Deutschen Tribüne‘“ sei „gerade dem Halbverständigen so wie dem Pöbel am verständlichsten“. In heftigen Auseinandersetzungen kam es mitunter zu gegenseitigen persönlichen Beleidigungen. Die Abneigung steigerte sich bis zum Duell wie im Fall von Karl Wilhelm von Heideck (genannt: Heidegger). Dem Duell war vorausgegangen, dass Heideck sich nachweislich bekannte zu einem in der Münchner Politische Zeitung geschriebenen Artikel. Dieser erschien als Erwiderung auf einen Beitrag der Deutschen Tribüne über die Militärverfassung von Bayern. Friedrich Sonntag äußerte gegenüber Cotta die Vermutung, dass Gegenartikel für Ludwig I von: „Hormeyer, Fladt, Oberkampf, Heidegger und Welten“ in die Presse eingestreut wurden. Hüls und Schmidt ordnen diesen Namen die Personen Philipp von Flad sowie die Freiherren Georg Karl von Welden, Karl August von Oberkamp, Joseph von Hormayr und Karl Wilhelm von Heideck zu.

### Auflage und Leserschaft
Es ist nicht feststellbar, wie hoch die Auflage ursprünglich war. Für den Beginn des Erscheinens gibt es Angaben über 120 postalische Besteller und weitere 53 Leser in München. Unter anderem interessierten sich Abgeordnete der bayerischen Zweiten Kammer für die Deutsche Tribüne. Von 128 Landständen bestellten etwa fünfzig Abgeordnete sie. Auch Burschenschaften, wie die Jenaer, forderten zur Bestellung auf. Die Leserschaft reichte über die reinen Zahlen der abgesetzten Ausgaben hinaus, da Bürger im 19. Jahrhundert Lesezirkeln angehörten. In Gaststätten wurden zudem Zeitungen vorgelesen und darüber gesprochen. Anfang September 1831 bestellten 580 Personen die Deutsche Tribüne.
Der Preß- und Vaterlandsverein sicherte der Zeitung zu, eine bestimmte Stückzahl abzunehmen. Nach dem Verbot der Zeitung versuchte Wirth, sie wiederzubeleben, und Georg Ritter dazu bewegen, wieder der Drucker zu sein. Dieser hatte sich jedoch verpflichtet, keine neuen Ausgaben herzustellen, so dass Wirth die vertraglich vereinbarten zweitausend Stück einzuklagen versuchte. Das Gericht verwies jedoch darauf, dass Wirths Zeitschrift verboten war. Nach Satzung des Preß- und Vaterlandsvereins hatten die etwa 5.000 Mitglieder ein Anrecht auf eine Ausgabe der Deutschen Tribüne. Dennoch sind keine Angaben zur tatsächlichen Auflagenhöhe bekannt.
Das Flugblatt „Deutschlands Pflichten“ erzeugte seinerzeit mit einer damals, gemessen an Vergleichserzeugnissen, hohen Auflage von angeblich fünfzigtausend Stück einen großen Widerhall im Volk. Das Flugblatt erschien zum gleichnamigen Artikel der Deutschen Tribüne vom 3. Februar 1832. Der Artikel wurde von anderen Oppositionszeitungen übernommen. Im Nachgang beschlagnahmten die Behörden diese Ausgabe der Deutschen Tribüne, das Flugblatt und Journale mit Abdruck.

## Name und Aufbau
Wirth gab nicht bekannt, wie er zum Namen der Deutschen Tribüne gelangte. Hüls und Schmidt meinen, dass der Zusatz „deutsch“ zum einen den Anspruch ausdrücken sollte, für ganz Deutschland zu berichten, und zum anderen stünde dieser für die Hinwendung zum geeinten Nationalstaat. Das Wort Tribüne habe zwei Gesichtspunkte. Zum einen stehe es für den besseren Einblick als Leser ins Geschehen. Es kann aber auch zum anderen sinnverwandt als eine erhöhte Plattform, auf der ein Sprecher sich dem breiten Publikum mitteilt, verstanden werden. Es könnte ferner eine Anspielung auf die nur im Jahre 1819 bei Cotta unter dem Redakteur Friedrich Ludwig Lindner erschienene Zeitschrift mit dem Titel Tribüne bestehen. Belegt ist, dass Lindner während der Anfangszeit in München für die Deutsche Tribüne arbeitete. Neben dieser Begebenheit könnte Wirth ebenso Anleihe bei der französischen Oppositionszeitschrift La tribune des départemens genommen haben.
Für das Erscheinen war tagesaktuell Berichterstattung vorgesehen – auch am Samstag und Sonntag. Die Aktualität konnte weitgehend eingehalten werden, wurde allerdings immer wieder durch Maßnahmen der Zensoren beschränkt. Die verwendete Druckschrift ist die damals meist benutzte Fraktur. Das Zeitungsformat umfasst in der Regel vier Seiten. Die Seiten sind im damals üblichen Quartformat aufgebaut und beinhalten zumeist acht Spalten. Die einleitenden Artikel sind ein oder mehrere »räsonierende« Beiträge. Darauf folgt die normalerweise in vier Spalten gegliederte sogenannte „Tages-Chronik“. Daran schließen sich Rubriken an, die Meldungen aus anderen deutschen Staaten und dem weiteren Ausland beinhalten. Wurde von Zensoren ungenehmer Text gestrichen, gibt es Ausnahmen von diesem Muster. Teilweise blieben die Stellen ohne Fülltext. Anzeigen sind nur wenige enthalten. Mehr Werbung findet sich, wenn leere Stellen durch Zensur entstanden.
Mit Erstehen des Deutschen Preß- und Vaterlandsvereins im Februar 1832 nahmen die Berichte über diesen stetig zu. Die Deutsche Tribüne veröffentlichte Subskriptionslisten, Vereinsnachrichten, Leserbriefe und Mitgliederverzeichnisse. Wenn die Vereinsveröffentlichung den vorgesehenen Platz überschritten, wurden zusätzliche Beilagen gedruckt.

## Vertrieb und Preisgestaltung

### Vertrieb
Auswärtige bestellten über das Postamt die Deutsche Tribüne per Abonnement mit einer Mindestlaufzeit von drei beziehungsweise sechs Monaten je nach Entfernung. Münchner bestellten mindestens einen Monat, konnten die Zeitung aber auch vor Ort in der Kunsthandlung Schäffer in der Perusagasse erwerben. Neben dem Postvertrieb gab es in München Austräger, die ins eigene Haus lieferten. Die Deutsche Tribüne fand auch Leser in außerdeutschen Staaten wie Belgien, Frankreich und England. Später kam der Versand unter Umschlag hinzu.
Nach den Beschlüssen von Karlsbad lehnten die Postämter es ab, Zeitungen einzuführen, deren verantwortlicher Redakteur und Verleger nicht gekennzeichnet war. Diese Vorgabe bestimmte der Impressumszwang. In der Anfangszeit der Deutschen Tribüne geschah es mehrmals, dass Wirths Name nicht auf den Ausgaben abgedruckt war. Verbote in einzelnen Staaten schränkten die Verbreitung ein. Bereits kurz nach Erscheinen untersagten Österreich und Preußen den Postversand in ihre Gebiete. Schmuggel unterlief die Verbote in solche Territorien. Andere Kleinstaaten erhöhten das Beförderungsentgelt. Obwohl kein direkter Einfluss der Thurn-und-Taxis-Post nachweisbar ist, gelangten Ausgaben nicht an den Zielort. 1832 sind vermutlich Ausgaben über die Leipziger Messe nach Preußen gelangt.
Im Februar 1832 verstärkten sich die Repressalien auf die Deutsche Tribüne. Das Königreich Sachsen sowie die Herzogtümer Sachsen-Coburg-Gotha und Nassau (29. Februar) erließen Verbote und folgten der Linie von Preußen sowie Österreich. Am 2. März 1832 wurde durch die Bundesversammlung in allen Staaten des Deutschen Bundes ein Verbot erlassen. Die Betreiber versuchten die Maßnahmen durch ein eigenes Zustellsystem auszugleichen. Über die zahlreichen Mitglieder des Deutschen Preß- und Vaterlandvereins gelang es zwar nicht, ein deutschlandweites Verteilernetz einzurichten, gleichwohl gab es Mitte März zwei Lieferstrecken.

### Preisgestaltung

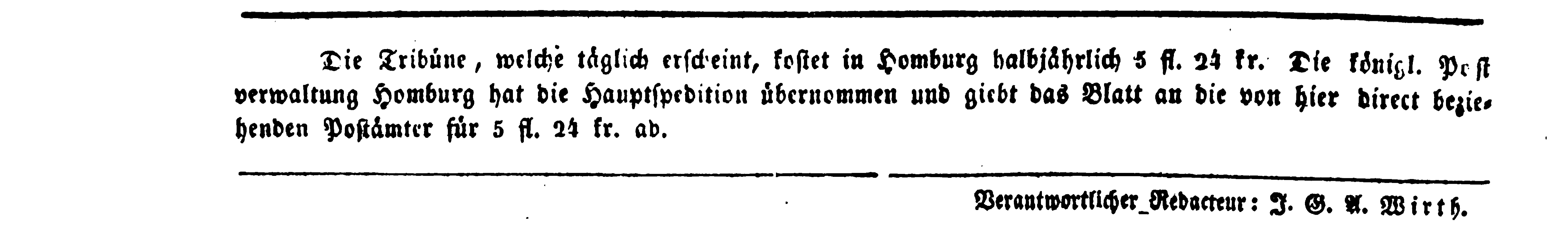
Fußzeile der Deutschen Tribüne vom 4. Januar 1832, Veröffentlichung des neuen Preis, zu dem das Postamt Homburg die Zeitung abnahm

Zu Anfang kostete die Zeitung ohne Porto monatlich einen Gulden (fl.). Bei der Halbjahresbestellung reichte der Preis für auswärtige Besteller je nach Entfernung von 7 fl. 15 kr. bis 7 fl. 45 kr. Mit Jahres- und Ortswechsel hatte Wirth vor, die Preise zu senken, um mehr Leser zu gewinnen. Hierfür strebte er einen Sondervertrag mit der bayerischen Post an, die ihrerseits nun für die Beförderung ein hohes Entgelt verlangte. In die Angelegenheit mischte sich König Ludwig I. höchstselbst ein: der Sondervertrag solle nicht geschlossen werden. Armansperg meinte darin zu erkennen, dass die Deutsche Tribüne nicht mehr befördert werden solle. Der König bestand hierentgegen aber auf seiner Anweisung: „jedes Blatt, welches zur Versendung übergeben wird, [… sei] nach der Brieftaxe“ zu behandeln. Für ein halbes Jahr betrug der Abonnementpreis zwischen „Rheinpfalz“ und „Altbayern“ daher 7 bis 8 Gulden.
Die Verbundschriften Oppositions-Blatt für Baiern und Das liberale Deutschland waren für Besteller der Deutschen Tribüne billiger.

## Finanzierung und Wirtschaftlichkeit

### Vorabfinanzierung
Lange Zeit wurde Cotta als im Hintergrund stehender Geldgeber gesehen. Friedrich Sonntag berichtete Cotta über die Entwicklungen. Er fragte auch bei Cotta an, ob dieser sich an der Deutschen Tribüne beteiligen wolle. Das Angebot, dass die Gewinne der Literarisch-artistischen Anstalt zufließen würden, half ebenfalls nicht. Sonntag beteiligte sich letztlich allein. Er rechnete ab tausend Abonnements mit einem Gewinn. Der Erfolg der Deutschen Tribüne schien ihm gewiss. Cotta stimmte der Erfolgsaussicht für das Blatt im Briefwechsel mit Sonntag zu.
Der Vertrag zwischen Wirth und seinem Geldgeber Sonntag ist offenbar nicht überliefert, konnte aber über weitere Papiere erschlossen werden. Sonntag trug im Fall eines finanziellen Misserfolgs die alleinige Verantwortung. Umgekehrt stand ihm ein Honorar im Erfolgsfall zu und darüber hinaus die Hälfte des Gewinns. Vertraglich galt Sonntag nur als Beteiligter am und Angestellter beim Unternehmen; dies war ihm wichtig, denn so konnten die Behörden ihn nicht für die Inhalte verantwortlich machen. Die Deutsche Tribüne bezeichnete Sonntag als Miteigentümer und „Verleger“. Sonntag wollte aber nicht als „Verleger“ benannt sein, war es aber de facto nach Ansicht von Hüls und Schmidt, da er die ökonomische Hoheit als Kaufmann hatte und Absatzmärkte erschloss.

### Aktiengesellschaft zur Finanzierung der Schnellpresse
Die Gründung von Aktiengesellschaften wurde seit 1807 nach dem im Rheinland geltenden code de commerce geregelt. 1815 übernahm die Regierung die Bestimmungen für die „société anonyme“ aus dem französischen Recht in das Rheinische Handelsgesetzbuch. Um die Erlaubnis zur Gründung einer Aktiengesellschaft zu erlangen, bedurfte es des Nachweises der Gemeinnützigkeit. Vor 1843 waren zum Vergleich in der „Rheinprovinz“ Preußens lediglich 41 Aktiengesellschaften (ohne Eisenbahnen und Chausseen) beantragt worden. Die Investitionskosten betrugen insgesamt 10.000 Gulden für die Druckerei. Für die Schnellpresse wurden sechstausend Gulden veranschlagt. Die Rückzahlung der zweihundert ausgegebenen Aktien sollte ab dem 1. Dezember 1832 per Los über fünf Jahre erfolgen. Die Anteilsscheine waren zu fünf Prozent pro Jahr während der Laufzeit verzinst. Zwei Drittel bestellten Interessierte bis Mitte November vor. Neben Privatpersonen aus dem „Rheinkreis“ und mehreren deutschen Kleinstaaten ging das Interesse bis nach Frankreich. Ungewöhnlicherweise, aber im Geist verbunden, beteiligten sich auch Konkurrenzblätter. Es zeichneten beispielsweise Siebenpfeiffer, die Redaktion des Konstitutionellen Deutschlands aus Straßburg und die Verleger des Hochwächters (später 1833: Der Beobachter) aus Stuttgart. Georg Friedrich Kolb, Verleger der Neuen Speyrer Zeitung, aber auch der Drucker Georg Ritter aus Zweibrücken boten ihre Presse zum Druck an, falls es nicht zur Anschaffung käme. Die Angebot waren unnötig, da vor dem Jahreswechsel die Mittel zusammenkamen.

### Wirtschaftlichkeit
Wirth ließ mehrfach Sonderdrucke anfertigen und gab diese nicht kostendeckend oder kostenlos ab. Zeitgenossen unterstellten Wirth wegen der engen Bindung zwischen Deutscher Tribüne und Preß- und Vaterlandsverein kommerzielle Interessen zu verfolgen. Nach Beurteilung der deutschen Historikerin Cornelia Foersters, die den Deutschen Preß- und Vaterlandsverein untersuchte, war das finanzielle Interesse zwar gegeben, stand jedoch wahrscheinlich nicht im Vordergrund. Laut Wirths Schrift Walderode, eine historische Novelle aus der neueren Zeit seien alle Einkünfte aus dem Verkauf der Deutschen Tribüne und darüber hinaus das Aktienkapital durch die Kosten aufgebraucht worden. Wären diese Angaben zutreffend, so war die Rückzahlung des Fremdkapitals an die Aktionäre und die Auszahlung der versprochenen Zinsen unrealistisch.

## Charakteristika der Zeitung
Die Deutsche Tribüne ist im Berufsfeld des Journalismus nach der Abhandlung über „Die Entstehung des deutschen Journalismus“ von Dieter Paul Baumerts „funktioneller“ Unterscheidung aus dem Jahr 1928 dem Zeitraum des schriftstellernden beziehungsweise räsonierenden Journalismus bis Ende des Vormärz zuzuordnen. Sie liegt damit zeitlich gesehen zwischen der vorausgehenden Phase des korrespondierenden und jener des nachfolgenden redaktionellen Journalismus. Die Abweichung vom Idealtyp der Zeitungen zwischen 1750 und 1850 in der Trennung von Herausgeber- und Verleger-Zeitung, die der Geschichtswissenschaftler Jörg Requate vornahm, bildet ein weiteres Merkmal. Requate bestimmte die Deutsche Tribüne als Herausgeberzeitung. Sonntag übernahm nach neuen Untersuchungen von Hüls und Schmidt das finanzielle Risiko. Somit sei er nach Fakten „Verleger“. Daher weicht nach Hüls und Schmidt die Deutsche Tribüne von beiden Idealtypen ab und bildet eine Mischform.
Für den deutschen Medienwissenschaftler Heinz-Dietrich Fischer stand die Zeitung den damaligen „(partei)politischen Gruppierungen“ nah und pflegte einen „kämpferischen Liberalismus“. Er erwähnt die Deutsche Tribüne in der Geschichte der Parteizeitung, da die Zeitschrift als Meinungsträger eine Etappe der Entwicklung darstelle. Dies steht im Zusammenhang mit dem Deutschen Preß- und Vaterlandsverein. Mehrere Zeitgeschichtliche Historiker, die die neuere Geschichte untersuchen, sehen in Bezug auf die deutsche Demokratiegeschichte den Verein „als eine relativ weit entwickelte Vorform einer modernen politischen Partei“. Für den deutschen Historiker Christian Jansen verknüpfte sich über Wirth die Deutsche Tribüne unmittelbar mit der freiheitlich-nationalistischen Bewegung. Insbesondere sei die Zeitung verbunden mit dem Preß- und Vaterlandsverein – „wohl der ersten politischen Massenorganisation in Deutschland“ und darüber hinaus mit dem Hambacher Fest – „der ersten Großdemonstration“.

## Stimmen zur Deutschen Tribüne und ihrer Bedeutung

### Aus dem 19. Jahrhundert
Der Mitredakteur Georg Fein meinte zum Werk: „Und selbst gesetzt: die deutsche Tribüne würde […] für immer unterdrückt, so hat sie in der kurzen Zeit ihres Wirkens das Ihrige geleistet, und kann beruhigt vom Schauplatz abtreten. […] Die deutsche Tribüne hat die Aengstlichen ermuthigt, die Schwankenden gehalten, die Trägen aufgeregt“.
Wirths Zeitgenosse, der Schriftsteller Heinrich Heine (1797–1856), schrieb, dass er sich beim Betrachten „[seiner] deutschen Republikaner“ die Augen reibe und sich beim Lesen der deutschen Tribüne fragt, ob „der Doktor Wirth“ tatsächlich existiere. Heine zählte Wirth zu den großen Poeten und meinte, er „wäre zwar irrender aber tapferer Ritter der Freiheit, wie Deutschland deren wenige gesehen“ habe. Im Weiteren stellte Heine den Publizisten auf die Stufe des Ritters Ulrich von Hutten.
Der deutsche Kulturhistoriker Johannes Scherr (1817–1886) meinte in der Deutschen Kultur- und Sittengeschichte (Erstauflage 1852) über Wirth, er habe mit der Deutschen Tribüne „seinen Landsleute wieder die Sprache des patriotischen Zornes gelehrt“.
Der deutsche Kulturhistoriker Johann Jakob Honegger (1825–1896) schrieb im Jahre 1871 über Wirth, dass dieser durch „forwährende Conflikte mit der Censur als unbeugsamer Kopf in den Republikanismus“ getrieben sei und er der Herausgeber der „sich durch Kühnheit der Sprach auszeichnenden Deutschen Tribüne war, die aber sofort vom Bundestag verboten wurde“.
Für den deutschen Historiker Heinrich von Treitschke war die Zeitschrift Teil einer „verwilderten“ Presse, und er äußerte, „der Franke Wirth in der Deutschen Tribüne“ spräche „am wildesten“. Außerdem meinte er, dass Ehrenmänner, die sonst „nie ein Wort gesprochen“, sich erhoben hätten und Reden ablesen würden, „deren Satzbau und Gedanken den Herausgeber der Deutschen Tribüne deutlich erkennen ließen.“ Wirth galt ihm als „unberufener journalistischer Mitarbeiter“, der mit „Terrorismus“ „die Verhandlungen der Stände […] vergiftet und verfälscht“.

„Unter diesen Blättern steht oben an die deutsche Tribüne, nicht weil andere nicht eben so frech auf dem Marktplatze ihre vergifteten Reize ausbieten, sondern weil sie die erste sich gradezu in offene Widersetzlichkeit gegen die Regierung des Landes, in welchem sie erscheint, gestellt und diese zum Kampf herausgefordert hat. Daß sie, unwissend über das Nächste, über die Bedürfnisse fremder Völker und Regierungen abspreche, im Umfange des deutschen Staatenbundes aber das Erbe der Vergangenheit, wie der Barbar die Tempel des alten Rom's, in Trümmer schlage, das und so vieles, was nicht ehrenvoller ist, tbeilt sie mit anderen; in thatsächlicher Widersetzlichkeit aber ist sie bis jetzt einzig.“

### Aus dem 20. Jahrhundert
1977 nahm der deutsche Historiker Manfred Treml die Bewertung von Funk aus dem Jahre 1955 auf. Dieser schrieb in den Pfälzischen Heimatblättern, dass die Deutsche Tribüne sowie der Westbote zwei der mächtigsten und entschiedensten Gewächse der liberalen Publizistik waren und sie aus der „politische[n] Insel Pfalz“ erwachsen seien.
Für den deutschen Historiker Hans-Ulrich Wehler gehörte Wirths Deutsche Tribüne wie Siebenpfeiffers Bote aus dem Westen zu den exponiert liberalen, kurzlebigen Zeitungen, die in dem eintönigen Panorama der deutschen Presse jener Zeit als bunte Tupfer erschienen, ehe sie verboten oder ins Exil gedrängt wurden. Ein vielfältiges, materiell und rechtlich dauerhaft abgesichertes Meinungsspektrum sähe anders aus.

### Aus dem 21. Jahrhundert
Der deutsche Historiker Wolfram Siemann, der eine kommentierte Neuauflage der Deutschen Tribüne mitherausgab, und die Editorinnen Elisabeth Hüls und Hedwig Herold Schmidt schrieben, dass die Deutsche Tribüne zweifellos zu den bedeutendsten Oppositionsblättern des Vormärz zählte. Nicht zuletzt wäre die Bedeutung ersichtlich an den Verbotsbemühungen des Deutschen Bundes und Ludwigs I., der sich direkt einmischte. Die Deutsche Tribüne ist meist nur bruchstückhaft in wenigen Bibliotheken vorhanden. Historische Zeitungen sind gefährdetes Schriftgut und werden kaum als Original zugänglich gemacht, sondern oft nur noch als Film oder Mikrofilm. Die Deutsche Tribüne sei in der Forschungsliteratur präsent und erscheine oft im Zusammenhang zur Literatur des 19. Jahrhunderts und des Vormärz. Werke, in denen sich Hinweise auf die Zeitschrift finden, sind Literatur zu Johann Georg August Wirth, Arbeiten zur Presse und Zensur, Studien zur oppositionellen Bewegung des Vormärzes als auch der Entwicklungen des Parteiensystems, Landesliteratur zu Bayern und der bayerischen Pfalz sowie Arbeiten zum deutsch-polnischen Verhältnis.
2008 schrieb der Medienwissenschaftler Jürgen Wilke über die Zeitungen von 1831/32, wozu auch die Deutsche Tribüne zählte, dass diese sich als liberal-demokratische Stimme mit fester publizistischer Zielsetzung erhoben. Allerdings provozierten die Zeitungen mit deutlicher Sprache und kritischem Ton die Obrigkeit und trugen dazu bei, die freiheitliche Periode in Bayern zu beenden, die mit dem Amtsantritt König Ludwigs 1825 zunächst verheißungsvoll begonnen hatte.
2013 meinte der deutsche Historiker Christian Jansen, wie der Mitherausgeber Siemann im Vorwort zur Neuedition schrieb, dass die Leser der Deutschen Tribüne durch diese Zeitung Anschluss bekamen „an einen Kommunikationsraum, der seit den Revolutionen in England, Nordamerika und Frankreich die oppositionellen und liberalen Meinungsführer des Wortes und der Feder in Europa verband“.
Elisabeth Hüls meint, dass die Deutsche Tribüne als Lernstoff geeignet sei. Die Zeitschrift wäre als Beispiel für den Schulunterricht zur Aufklärung in politischer Presse und Zensur sowie Presserecht beispielgebend und solle die Zeit des Vormärz veranschaulichen.

## Erwähnenswertes
Die Verbotsbemühungen im Zusammenhang mit der Deutschen Tribüne und Siebenpfeiffers Westboten kosteten die Kreisregierung im Rheinkreis fast 300 Gulden, wobei der stärkste Kostenanteil auf die Zeitung Wirths entfiel. Der Rheinkreis überschritt sein Budget deswegen. Die Kosten belasteten den Haushalt dermaßen, dass um Nachtragsmittel beim Innenministerium ersucht wurde.
Ausgaben der Deutschen Tribüne von Januar bis März 1832 erzielten 17 Gulden Liebhaberpreis im Jahre 1835.
Wirth trug in seiner Zeitung einen Disput mit der Publikation aus, in der der Maler und General Karl Wilhelm von Heideck (genannt Heidegger) schrieb. Die Auseinandersetzung führte zum Duell der Kontrahenten. Der Schriftsteller Ernst Ludwig Große schrieb im Jahre 1832 zur Erinnerung daran ein Gedicht mit dem Titel An den Doctor Wirth, Herausgeber der Deutschen Tribüne. Nach dem Duell mit Herrn von Heidegg in München. in seinem Werk Lieder aus der Verbannung.
Denkmal der Deutschen Tribüne:
- Die Geburtsstadt Johann Georg August Wirths Hof an der Saale ehrte ihn zu seinem 150. Todestag (26. Juli 1998) durch ein Denkmal in der Innenstadt: Auf dem nach ihm benannten Dr.-Wirth-Platz stellte die Stadt eine vom Berliner Bildhauer Andreas Theurer geschaffene begehbare abstrahierte Seite der Tribüne in den Maßen 14 × 11 Meter auf.[174] 2012 deckte die Stadt das Denkmal ab und entfernte es wenig später. Zeitnah Ende des Jahres wurde eine verkleinerte Version nahe der Freiheitshalle installiert.[175]

Ehrung für Wirths Schaffen:
- Seit 2009 verleiht die Akademie für Neue Medien in Kulmbach den Johann-Georg-August-Wirth-Preis an Personen, die sich um die Aus- und Weiterbildung des publizistischen Nachwuchses besonders verdient machen.[176]
- In Homburg wurde am 21. April 2012 eine Gedenktafel, zur Erinnerung an das Wirken Wirths in der Stadt, am Haus in der Eisenbahnstraße 11 enthüllt.[177][178]